# Bruchophagus yasumatsui
Bruchophagus yasumatsui är en stekelart som beskrevs av T.C. Narendran 1994. Bruchophagus yasumatsui ingår i släktet Bruchophagus och familjen kragglanssteklar.
Artens utbredningsområde är Taiwan. Inga underarter finns listade.